# Policía, adjetivo
Policía, adjetivo (en rumano, Polițist, Adjectiv) es una película de drama rumana de 2009 dirigida por Corneliu Porumboiu. La película se centra en el policía Cristi, que investiga a un adolescente que ha estado fumando hachís. Con el tiempo, Cristi comienza a cuestionar las ramificaciones éticas de su tarea.

## Reparto
- Dragoș Bucur como Cristi
- Vlad Ivanov como Capitán Anghelache
- Ión Stoica como Nelu
- Irina Săulescu como Anca
- Cerasela Trandafir como Gina
- Marian Ghenea como Abogado
- Cosmin Seleși como Costi
- Șerban Georgevici como Sica
- George Remeș como Vali
- Adina Dulcu como Dana
- Dan Cogălniceanu como Gica
- Constantin Diță como El agente de turno
- Alexandru Sabadac como Alex
- Anca Diaconu como Doina
- Radu Costin como Victor
- Viorel Nebunu como El padre de Alex
- Emanuela Țiglă como La madre de Alex
- Daniel Birsan como Barman
- Bungeanu Mioara como Vendedor de revista

## Recepción

### Recepción crítica
En el sitio web del agregador de reseñas Rotten Tomatoes, la película tiene una calificación de aprobación del 79% basada en 76 reseñas y una calificación promedio de 7.2/10. En Metacritic, la película tiene una puntuación media ponderada de 81 sobre 100, según 23 críticos, lo que indica "aclamación universal".

### Reconocimientos
Policía, adjetivo ganó el premio del jurado en la sección Un Certain Regard del Festival de Cine de Cannes 2009.
La película fue la entrada oficial rumana para el Premio de la Academia a la Mejor Película Internacional en la 82.ª edición de los Premios de la Academia.